# Liste der Torschützenkönige der olympischen Fußballturniere
Die Liste der Torschützenkönige der olympischen Fußballturniere umfasst alle Torschützenkönige der Turniere der Männer seit 1908 und der Frauen seit 1996.
Der Däne Sophus Nielsen war 1908 in London mit elf Toren der erste Torschützenkönig eines olympischen Fußballturniers. Bei den Frauen waren dies bei der Premiere 1996 in Atlanta gemeinsam die Norwegerinnen Ann Kristin Aarønes und Linda Medalen sowie die Brasilianerin Pretinha mit je vier Toren. Rekordtorschützenkönig bei den Männern ist der Ungar Ferenc Bene, der beim Turnier 1964 in Tokio zwölf Tore erzielte. Bei den Frauen ist dies die Kanadierin Christine Sinclair, die  2012 in London sechs Tore erzielte.
Bisher gelang es nur der Brasilianerin Cristiane zweimal bei einem olympischen Fußballturnier den Titel der Torschützenkönigin zu gewinnen bzw. den Titel zu verteidigen.

## Torschützenkönige und Torschützenköniginnen
| 1908                                   | Sophus Nielsen                                    | 11 |
| 1912                                   | Harold Walden                                     | 11 |
| 1920                                   | Herbert Karlsson                                  | 7  |
| 1924                                   | Pedro Petrone                                     | 7  |
| 1928                                   | Domingo Tarasconi                                 | 11 |
| 1936                                   | Annibale Frossi                                   | 7  |
| 1948                                   | John Hansen Gunnar Nordahl                        | 7  |
| 1952                                   | Branko Zebec                                      | 7  |
| 1956                                   | Dimitar Milanow Neville D’Souza Todor Veselinović | 4  |
| 1960                                   | Milan Galić                                       | 7  |
| 1964                                   | Ferenc Bene                                       | 12 |
| 1968                                   | Kunishige Kamamoto                                | 7  |
| 1972                                   | Kazimierz Deyna                                   | 9  |
| 1976                                   | Andrzej Szarmach                                  | 6  |
| 1980                                   | Sergei Andrejew                                   | 5  |
| 1984                                   | Borislav Cvetković Stjepan Deverić Daniel Xuereb  | 5  |
| 1988                                   | Romário                                           | 7  |
| 1992                                   | Andrzej Juskowiak                                 | 7  |
| 1996                                   | Bebeto Hernán Crespo                              | 6  |
| 2000                                   | Iván Zamorano                                     | 6  |
| 2004                                   | Carlos Tévez                                      | 8  |
| 2008                                   | Giuseppe Rossi                                    | 4  |
| 2012                                   | Leandro Damião                                    | 6  |
| 2016                                   | Nils Petersen 1 Serge Gnabry                      | 6  |
| 2020                                   | Richarlison                                       | 5  |
| 2024                                   | Soufiane Rahimi                                   | 8  |
| Jeweils auch Olympiasieger Rekordmarke |                                                   |    |

| 1996                                     | Ann Kristin Aarønes Linda Medalen Pretinha | 4  |
| 2000                                     | Sun Wen                                    | 4  |
| 2004                                     | Cristiane Birgit Prinz                     | 5  |
| 2008                                     | Cristiane                                  | 5  |
| 2012                                     | Christine Sinclair                         | 6  |
| 2016                                     | Melanie Behringer                          | 5  |
| 2020                                     | Vivianne Miedema                           | 10 |
| 2024                                     | Marie-Antoinette Katoto                    | 5  |
| Jeweils auch Olympiasiegerin Rekordmarke |                                            |    |

## Ranglisten

### Männer
Bisher gelang es noch keinem Spieler den Titel des Torschützenkönigs mehr als einmal zu erringen. Die Rangliste der Länder wird angeführt von Jugoslawien mit fünf, gefolgt von Argentinien, Brasilien und Polen mit je drei Titelträgern.
| Rang | Land        | Titel |
| ---- | ----------- | ----- |
| 1    | Jugoslawien | 5     |
| 2    | Brasilien   | 4     |
| 3    | Argentinien | 3     |
|      | Polen       | 3     |
| 5    | Dänemark    | 2     |
|      | Italien     | 2     |
|      | Schweden    | 2     |

### Frauen
Die Brasilianerin Cristiane ist bisher die einzige Spielerin, der es gelang den Titel einer olympischen Torschützenkönigin zweimal zu erringen. Die Rangliste der Länder wird angeführt von Brasilien mit drei, gefolgt von Deutschland und Norwegen mit zwei Titelträgerinnen.
| Rang | Land      | Titel |
| ---- | --------- | ----- |
| 1    | Cristiane | 2     |

| Rang | Land        | Titel |
| ---- | ----------- | ----- |
| 1    | Brasilien   | 3     |
| 2    | Deutschland | 2     |
|      | Norwegen    | 2     |
| 4    | China       | 1     |
|      | Kanada      | 1     |
|      | Niederlande | 1     |
|      | Frankreich  | 1     |